# Verweser
Ein Verweser (ahd. firwesan „jemandes Stelle vertreten“) ist ein Vertreter im weitesten Sinne, insbesondere in staatlichen Spitzenämtern. Im Schweizerischen steht ein Verweser auch für einen nicht-schulischen Lehrer, der fachübergreifend gebildet ist, sowie für den Stellvertreter eines ordentlich gewählten Pfarrers.

## Geschichte
Laut Johann Christoph Adelung bezeichnete man als Verweser „eine Person, welche etwas verweset, die Aufsicht über dasselbe hat. In diesem Verstande war Fürweser und Verweser so viel, als ein Vormund.“ Verweser wurden in der Geschichte als Regenten, die das Amt eines monarchischen Staatsoberhauptes provisorisch ausübten, eingesetzt. Diese Position wurde häufig mit dem Begriff Reichsverweser umschrieben.
Als Landesverweser bezeichnete man den Vertreter des Landeshauptmanns in Verwaltung und insbesondere Justiz.
Die Funktion und den Begriff des Amtsverwesers gibt es schon seit Anfang des 16. Jahrhunderts.

## Verwendung
- Die Gemeindeordnung von Sachsen (§ 54 Abs. 4 bis 6 der Sächsischen Gemeindeordnung sowie § 51 Abs. 2 bis 4 der Sächsischen Landkreisordnung) sieht einen Amtsverweser für das Amt des Bürgermeisters einer Stadt oder Gemeinde oder des Landrates vor, wenn keine regulär gewählte Person dieses Amt ausüben kann. In Baden-Württemberg wurde die Bezeichnung ebenfalls verwendet, bis 2023 eine Umbenennung in Amtsverwalter vorgenommen wurde (in § 48 Abs. 2 und 3).[5][6] Der Vertretungsfall kann eintreten, wenn der Amtsinhaber beispielsweise wegen Krankheit (wie im Frühjahr 2018 im Fall des Bürgermeisters der sächsischen Stadt Thum) nicht amtieren kann, stirbt oder gegen einen Amtsinhaber ein Disziplinarverfahren durchgeführt wird und deshalb nach § 39 Beamtenstatusgesetz ein Amtierverbot ausgesprochen wird (wie im Frühjahr 2018 im Fall des Bürgermeisters der sächsischen Gemeinde Schönheide), oder er nach dem Disziplinarrecht vom Dienst suspendiert ist. Die Ansetzung von Neuwahlen kommt im Todesfall und bei Krankheit in Betracht, wenn der Amtsinhaber wegen Dienstunfähigkeit dauerhaft in den Ruhestand versetzt worden ist. Wird in einem Disziplinarverfahren rechtskräftig auf Entfernung aus dem Beamtenverhältnis entschieden, wird ebenfalls eine Neuwahl angesetzt.

Auch wenn gegen eine Wahl fristgerecht eine Beschwerde oder Wahlprüfungsbeschwerde eingelegt wurde (wie im November 2020 mit den drei Wahlanfechtungen bei der Wahl des Chemnitzer Oberbürgermeisters), kann ein Amtsverweser eingesetzt werden, bis die Rechtmäßigkeit der Wahl festgestellt wurde. Sollte die Wahl für ungültig erklärt werden, müssen ebenfalls Neuwahlen angesetzt werden. Der Amtsverweser übt die Amtsgeschäfte in jedem Fall nur so lange aus, bis ein rechtmäßig gewählter Kandidat das Amt übernehmen kann.
- Im kirchlichen Bereich werden auf frei gewordene Pfarr- und Bistumsstellen Verweser abgeordnet, bis diese wieder ordentlich besetzt werden können. Diese Pfarrverweser bzw. Bistumsverweser, die sich sodann um die weitere Entwicklung (Abwicklung) des jeweiligen Objektes zu kümmern haben, werden auch für nicht mehr genutzte Klöster oder andere Einrichtungen bestellt.
- Für aus dem Amt ausgeschiedene Notare wird ein offizieller Notariatsverwalter bestellt, der früher als Notariatsverweser bezeichnet wurde. Auch werden Nachlassverwalter als Verweser bezeichnet.
- Gemäß dem Wiener Übereinkommen über konsularische Beziehungen wird im Konsulatswesen als Verweser bezeichnet, wer nur vorübergehend das Konsulat verwaltet.
- 1848 wurde das seit 1509 so bezeichnete Amt des „Landvogts“ des Fürstentums Liechtenstein in „Landesverweser“ umbenannt. Die Inhaber des Amtes waren Stellvertreter des meist abwesenden Fürsten und führten alle Aufgaben des Oberamts bzw. Regierungsamts aus.[8] Erst mit dem Inkrafttreten der neuen Verfassung des Fürstentums Liechtenstein im Jahr 1921 besteht die Regierung des Fürstentums Liechtenstein, als oberstes Exekutivorgan des Staates, aus einem Regierungschef und vier Regierungsräten.
- In den Jahren 1918 und 1919 wurde Kärnten von einer nicht direkt gewählten Provisorischen Landesversammlung regiert, der Arthur Lemisch mit dem Titel eines Landesverwesers vorstand. Der Titel Landesverweser wurde gewählt, da während der Monarchie sowohl ein Landeshauptmann als auch ein Landespräsident existiert hatten und die genauen Befugnisse des Amtes in der jungen Republik erst in Ausarbeitung begriffen waren. In Vorbereitung auf (letztlich erst 1921 durchgeführte) Wahlen wurde der Titel auf Landeshauptmann geändert.